# Attentat auf Richard Nixon
Attentat auf Richard Nixon ist ein Film des Regisseurs Niels Mueller aus dem Jahr 2004. In der Hauptrolle spielt Sean Penn die Figur Samuel Bicke, die von dem Beinahe-Attentäter Samuel Joseph Byck inspiriert wurde, welcher am 22. Februar 1974 auf dem Baltimore-Washington International Airport eine Flugzeugentführung versuchte, um die Maschine in das Weiße Haus zu steuern und damit den US-amerikanischen Präsidenten Richard Nixon zu töten.

## Handlung
Samuel Bicke lebt seit über einem Jahr in Trennung von seiner Frau und seinen drei Kindern. Während seine Frau sich bereits von ihm distanziert hat, hegt er selbst noch Hoffnung auf eine Versöhnung der Familie. Nachdem er eine Anstellung als Verkäufer in einem Möbelhaus angenommen hat und erstes Geld verdient hat, kontaktiert er die Familie häufiger, stößt jedoch damit zunehmend auf Ablehnung seiner Frau.
Auch die Arbeit erweist sich nicht als erfüllend. Samuel ist mehr und mehr angewidert von der verlogenen Verkäufermentalität und schmiedet Pläne für ein eigenes Geschäft. Sein Plan für einen mobilen Reifenhandel erfordert jedoch ein Startkapital, das er von einer Bank leihen muss. Die Bank prüft den Antrag, lehnt ihn jedoch schließlich ab.
Abgewiesen von seiner Frau, die inzwischen die Scheidung eingereicht hat, verliert er auch seinen Job und steht nach Ablehnung des Kreditantrages ohne jegliche Habe und Zukunft da. In seiner persönlichen Niederlage sieht er mehr und mehr eine Ungerechtigkeit des gesellschaftlichen Systems, dessen Verlogenheit zu dieser Zeit Richard Nixon repräsentierte: Während dieser vor seinem Wahlsieg den Abzug der amerikanischen Truppen aus Vietnam versprochen hatte, schickte er in der Folge weitere Soldaten in den Krieg. Mit sich und den Fernsehbildern zu Hause und in Bars allein gelassen, steigert sich Bicke zunehmend in seine Wahrnehmung der Ungerechtigkeit hinein, bis er schließlich beginnt, ein Attentat auf Nixon zu planen. Er hat die Absicht, mit einem Flugzeug in das Weiße Haus zu fliegen.
Von Nervosität überwältigt, stürmt er das Flugzeug noch am Gate, erschießt wenig später den Copilot und schießt dem Piloten in die Schulter, bevor er selbst durch Schüsse eines Polizisten von außen niedergestreckt wird. Schließlich tötet er sich selbst durch einen Schuss in den Kopf. Das Attentat misslingt.
Wie ein roter Faden ziehen sich die aufgenommenen Aussagen von einem Tonband durch den Film, welche Bicke an den Dirigenten Leonard Bernstein richtet. Von dem Gefühl beseelt, etwas Gutes zu tun, bittet er diesen, der Welt die „Wahrheit“ über Samuel Bicke und die Motivation für seine Taten mitzuteilen.

## Hintergrund
Die Handlung des Films stimmt im Grundgerüst mit einigen Teilen des wahren Geschehens um Samuel Byck überein, weicht in anderen Details jedoch auch deutlich davon ab. So sandte Byck zwar tatsächlich auch einige Tonbänder an Leonard Bernstein, doch die ausführlichen Bänder hinsichtlich seines geplanten Attentats sandte er an den Journalisten Jack Anderson.
Der Plan Bycks, ein Flugzeug in das Weiße Haus zu steuern, findet auch Erwähnung im 9/11 Commission Report zu den Vorfällen am 11. September 2001:

“As part of his 34-page analysis, the attorney explained why he thought that a fueled Boeing 747, used as a weapon, »must be considered capable of destroying virtually any building located anywhere in the world.« DOJ memo, Robert D. to Cathleen C., »Aerial Intercepts and Shoot-downs: Ambiguities of Law and Practical Considerations«, Mar. 30, 2000, p. 10. Also, in February 1974, a man named Samuel Byck attempted to commandeer a plane at Baltimore Washington International Airport with the intention of forcing the pilots to fly into Washington and crash into the White House to kill the president. The man was shot by police and then killed himself on the aircraft while it was still on the ground at the airport.”

## Kritiken und Resonanz
Roger Ebert bezeichnete den Film als Charakterstudie ohne Botschaft („message“), was vollkommen ausreichend sei. Den Protagonisten verglich er mit Travis Bickle aus Taxi Driver.
Für die Chicago Tribune vergab Michael Wilmington 2,5 von 4 Sternen. Auch er sieht den Film in der Tradition der 70er-Jahre-Filme wie Taxi Driver.
Lexikon des internationalen Films: „Ein beeindruckendes Kammerspiel und eine bemerkenswerte Studie über die menschenfeindlichen (amerikanischen) Gesellschaftsstrukturen, die aus ihren Opfern allzu leicht Täter machen. In der Hauptrolle eindrucksvoll gespielt.“
Cinema: „Die heute fast vergessene Geschichte des Attentäters Samuel Joseph Byck […] liefert […] den Rahmen zu einem Psycho-Kammerspiel mit Sean Penn in Bestform. Fazit: Düsteres, intensives Außenseiterdrama“
In den Vereinigten Staaten spielte der Film weniger als eine dreiviertel Million Dollar an den Kinokassen ein, er wurde allerdings auch nur in 59 Lichtspielhäusern aufgeführt. Weltweit kam er auf 4,4 Millionen Dollar.